# 中井朝一
中井 朝一（なかい あさかず、明治34年（1901年）8月29日 - 昭和63年（1988年）2月28日）は、日本の撮影監督、撮影技師。

## 来歴
兵庫県出身。1927年（昭和2年）、帝国キネマに入社。のち新興キネマに移り、京都撮影所を経て大泉撮影所に移る。
1932年（昭和7年）、新興キネマで撮影技師に昇進。
1941年（昭和16年）、東宝と契約。
前後、黒澤明監督作品の撮影を多く担当し、東宝のベテラン名カメラマンとして多数の作品の撮影監督を務めた。

## 人物・エピソード
黒澤明監督の「黒澤組」では、黒澤監督の屋敷でスタッフキャスト全員が集まってよく乱痴気騒ぎの宴会が開かれた。この宴会で決まって出るのが中井の裸踊りだった。中井は普段は非常におとなしいが、酒が入って言って時間がたつと、いきなり「アラエッサッサー」と叫んで全裸になる奇癖があった。それぞれ同行した夫人たちは面白がるが、中井夫人だけは黙って下を向いていたという。
黒澤監督は助監督を怒鳴るのが癖で、一度『七人の侍』で堀川弘通の受け答えが気に入らず、「その口のきき方は何だ、ぶん殴るぞ!」と詰め寄ったことがあった。あわてて土屋嘉男が黒澤にタックルしてこれを止めたのだが、このような土屋曰く「松の廊下」は、中井キャメラマンの時にもあったという。土屋は「あの人のいい中井さんでも、時にうっかり反抗を見せることもあった。しかし、こんなことは内輪であるからどうと言うことではない。それをよそ者が見て、逸話にするだけのことである」と語っている。
『蜘蛛巣城』から『天国と地獄』の間の黒澤作品に一切参加していないのは、『蜘蛛巣城』での夜間撮影をめぐって黒澤と大喧嘩になり、黒澤組を離れていたためである。

## 主な作品
- 福寿草（1935年）
- 秀子の應援團長（1940年）
- 歌行燈（1943年）
- 雷撃隊出動（1944年）
- 北の三人（1945年）
- 陽気な女（1946年）
- わが青春に悔なし（1946年）
- 素晴らしき日曜日（1947年）
- 野良犬（1949年）
- 青い山脈（1949年）
- 偽れる盛装（1951年）
- 悲歌（1951年）
- 自由学校（1951年）
- 生きる（1952年）
- プーサン（1953年）
- 七人の侍（1954年）
- 生きものの記録（1955年）
- へそくり社長（1956年）
- 蜘蛛巣城（1957年）
- 女殺し油地獄（1957年）
- 結婚のすべて（1958年）
- 裸の大将（1958年）
- 私は貝になりたい（1959年）
- 暗黒街の顔役（1959年）

『私は貝になりたい』映画版（1959年）のスタッフ、キャスト。前列左から2番目が中井。

- 黒い画集 あるサラリーマンの証言（1960年）
- 女ばかりの夜（1961年）
- 小早川家の秋（1961年）
- 天国と地獄（1963年）
- 赤ひげ（1965年）
- ドリフターズですよ!前進前進また前進（1967年）
- 首（1968年）
- ブラボー!若大将（1970年）
- 赤頭巾ちゃん気をつけて（1970年）
- デルス・ウザーラ（1975年）
- はつ恋（1975年）
- 影武者（1980年） - 撮影協力者
- 乱（1985年） - 撮影協力者（アカデミー撮影賞にノミネート）

## 受賞歴
- 「毎日映画コンクール撮影賞」
- 「日本映画技術賞」
- 「映画世界社特別賞」